# Магеллановий міст
Магеллановий міст  — потік, що складається з нейтрального водню, який зв’язує дві Магелланові хмари  з кількома зірками всередині нього.   Його не слід плутати з Магеллановим потоком, який пов'язує Магелланові хмари з Чумацьким Шляхом . Магеллановий міст був виявлений в 1963 р. Й. В. Хіндманом та ін. 
По всьому мосту проходить безперервний потік зірок, що пов'язує Велику Магелланову Хмару  з Малою Магеллановою Хмарою . Міст має більшу концентрацію зірок в західній частині. Є два великі згустки щільності, один біля Малої Магиланової Хмари, інший посередині між галактиками. 